# 奴尔巴格街道
奴尔巴格街道(直译：「light garden」)，是中华人民共和国新疆维吾尔自治区和田地區和田市下辖的一个乡镇级行政单位。

## 行政区划
奴尔巴格街道下辖以下地区：
托格拉克阿勒迪社区、纳尔巴格社区、英巴扎社区和乌鲁木齐北路社区。